# Horst Kirchner

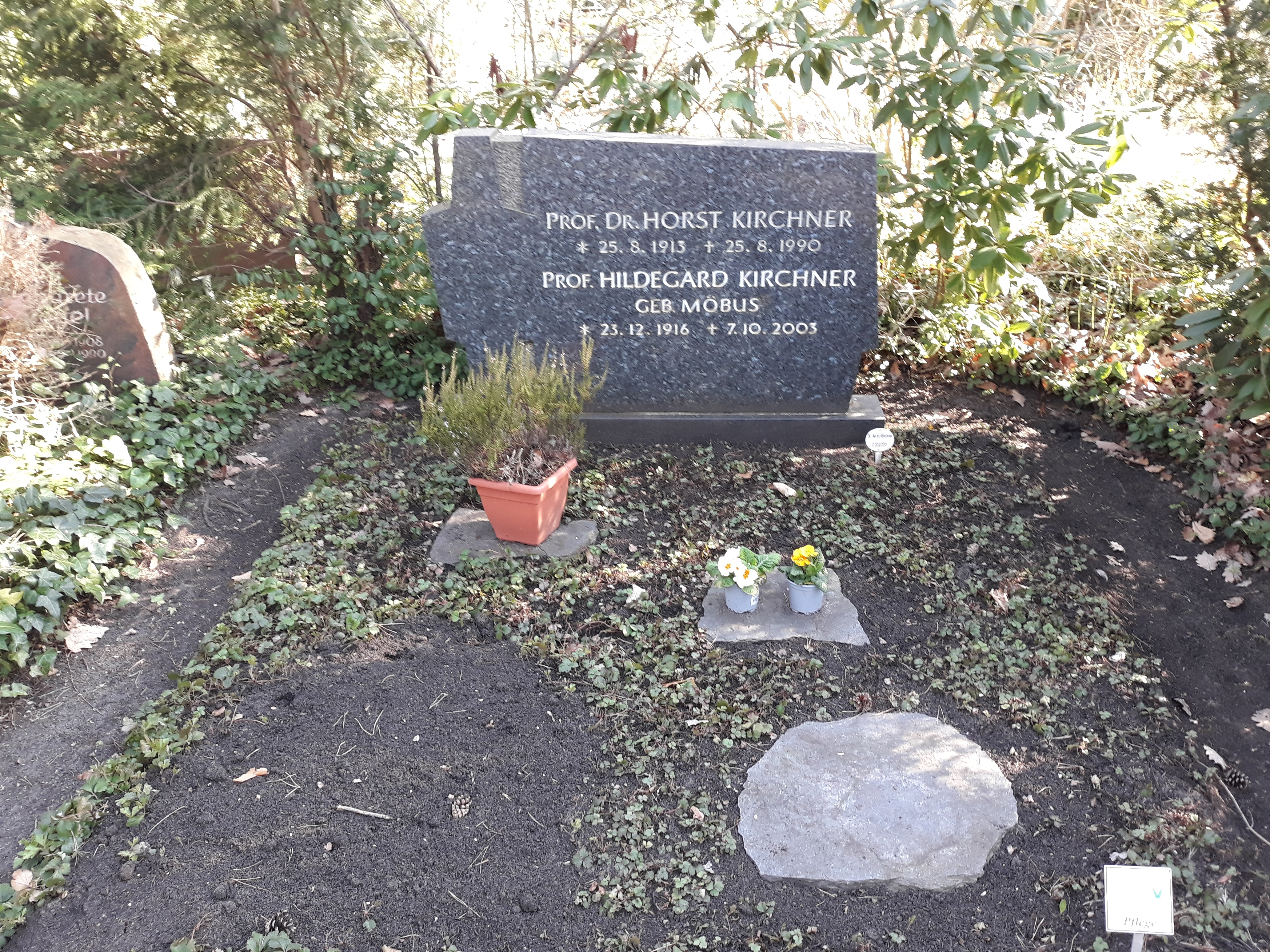
Das Grab von Horst Kirchner und seiner Ehefrau Hildegard geborene Möbus auf dem Waldfriedhof Zehlendorf

Horst Kirchner (* 25. August 1913 in Görlitz; † 25. August 1990 in Berlin) war ein deutscher Prähistorischer Archäologe.

## Leben
Von 1937 bis 1945 war er Assistent an der Lehrstätte für Frühgeschichte der Ruprecht-Karls-Universität Heidelberg (1940 Privatdozent, 1953–1956 außerplanmäßiger Professor am Frühgeschichtlichen Institut der Universität Heidelberg). Von 1956 bis 1958 vertrat er eine Professur am Institut für Ur- und Frühgeschichte der Johannes Gutenberg-Universität Mainz. Von 1959 bis 1980 lehrte er als Professor am Institut für Prähistorische Archäologie der Freien Universität Berlin.

## Schriften (Auswahl)
- Das germanische Altertum in der deutschen Geschichtsschreibung des achtzehnten Jahrhunderts. Berlin 1938, OCLC 320058048.
- als Herausgeber: Ur- und Frühgeschichte als historische Wissenschaft. Festschrift zum 60. Geburtstag von Ernst Wahle. Universitätsverlag Carl Winter, Heidelberg 1950, OCLC 4617609.
- Die Menhire in Mitteleuropa und der Menhirgedanke. Mainz 1955, OCLC 797541228.
- als Herausgeber: Ernst Wahle. Tradition und Auftrag prähistorischer Forschung. Ausgewählte Abhandlungen als Festgabe zum 75. Geburtstag am 25. Mai 1964. Berlin 1964, OCLC 1965279.